# Menelaj Aleksandrijski
Menelaj Aleksandrijski [meneláj aleksandríjski] (starogrško Μενέλαος ὁ Αλεξανδρεύς, latinizirano: Menélaos hó Aleksandreŭs), starogrški ali egipčanski astronom in matematik, * okoli 70, verjetno Aleksandrija, † okoli 140.

## Življenje in delo
Menelaj je živel okoli leta 100 in je bil poleg Herona eden zadnjih učenjakov v Aleksandriji. V mladosti je verjetno živel v Rimu in se je nato preselil v Aleksandrijo. Papos in Prokl sta ga oba imenovala Menalaj Aleksandrijski. O njem je pisal tudi Plutarh.
Menelaj se je ukvarjal je s sferno geometrijo. Delo o računanju tetiv se ni ohranilo. Njegovo delo Krogla (Sphaerica) v treh knjigah se je ohranilo v arabskem in hebrejskem prevodu. Vsebovalo je geometrijo krogle skupaj z obravnavanjem sfernih trikotnikov, kar je pri Evklidu manjkalo. V svojih delih je posebej uporabljal trigonometrijo, še posebno pa geometrijo in astronomijo.
Njegova dela na področju sferne geometrije je naprej razvil Klavdij Ptolemaj. Medtem ko je Ptolemajeva astronomija vsebovala veliko računskega dela s šestdesetiškimi ulomki, je bila Menelajeva razprava geometrijska, in to strogo v duhu evklidske geometrije.
Znan je njegov izrek. Ta izrek je poznal že Evklid. Menelaj je pokazal da podoben izrek velja tudi za sferni trikotnik.
Njegova dela je ohranil ibn Irak. V 16. stoletju je Menelaja prevajal italijanski matematik in astronom Francesco Maurolico.
Ptolemaj je v svojem delu Almagest zapisal, da je Menelaj 14. januarja 98 opravil opazovanja. Med drugim je opazoval okultacijo Lune in zvezde Akrab (β Škorpijona (β Scorpii)). Okoli leta 100 je Menelaj sestavil zvezdni katalog.
Med Menelajevimi izgubljenimi deli sta tudi delo v šestih knjigah O računanju tetiv v krogu in delo v treh knjigah Elementi geometrije.